# Степченко, Яков Павлович
Степченко Яков Павлович (1914 Долотня, Нивнянская волость, Мглинский уезд, Черниговская губерния, Российская империя —1945, у пос. Лечин, Бранденбург, Великогерма́нский рейх) — красноармеец Рабоче-крестьянской Красной Армии, участник Великой Отечественной войны, Герой Советского Союза (1945).

## Биография
Яков Степченко родился 25 октября 1914 года в деревне Долотня (ныне — Суражский район Брянской области). Окончил семь классов школы. Работал в органах НКВД СССР. В июне 1944 года Степченко был призван на службу в Рабоче-крестьянскую Красную Армию. С июля того же года — на фронтах Великой Отечественной войны.
К апрелю 1945 года гвардии красноармеец Яков Степченко был стрелком 68-го гвардейского стрелкового полка 23-й гвардейской стрелковой дивизии 3-й ударной армии 1-го Белорусского фронта. Отличился во время боёв в Германии. 16 апреля 1945 года Степченко во время боя под Берлином, когда его отделение залегло под массированным вражеским огнём, поднял своих товарищей в атаку и штурмом взял траншею, лично уничтожив пулемёт и несколько солдат противника, сам был ранен, но продолжал сражаться, пока не погиб.
Указом Президиума Верховного Совета СССР от 31 мая 1945 года гвардии красноармеец Яков Степченко посмертно был удостоен высокого звания Героя Советского Союза. Также посмертно был награждён орденом Ленина.